# Distrito de Shunté
El distrito de Shunté es uno de los seis que conforman la provincia de Tocache, ubicada  el departamento de San Martín en el Norte del Perú.
Desde el punto de vista jerárquico de la Iglesia católica forma parte de la  Prelatura de Moyobamba, sufragánea de la Metropolitana de Trujillo y  encomendada por la Santa Sede a la Archidiócesis de Toledo en España.

## Geografía
La capital se encuentra situada a 1.500 m s. n. m.